# Effie Baker
Effie Baker (née en 1871 à Cowansville et décédée en 1927 à la Barbade) est une organisatrice d'œuvres de bienfaisance, aujourd'hui considérée comme une figure patrimoniale de l'histoire de Bolton-Est.
Elle est notamment connue pour avoir organisé des collectes de bas, dans l'optique de combattre le pied des tranchées, et pour avoir transformé la résidence d'été de Glenmere en centre de réadaptation pour anciens combattants.[réf. nécessaire]